# Caserío Arregi
El caserío Arregi, también conocido como Zubiaur Txiki, situado en el municipio  vizcaíno de Elorrio, en el País Vasco,  España, se caracteriza por ser una arquitectura rural heterogénea con un soportal central en arco carpanel producto de una ampliación del siglo XVIII y un muro de mampostería trasero sin apenas vanos con elementos del siglo XVI. Además conserva parcialmente una reconocible estructura interior con postes enterizos como bernias de un lagar anterior. 

## Descripción
Es un caserío con cubierta a dos aguas con dos faldones de teja cerámica curva árabe sin cuerpos salientes, salvo dos chimeneas. El alero presenta poco vuelo en todas las fachadas. Consta de planta baja y bajocubierta, si bien en la crujía delantera hacia la fachada principal se realiza una entreplanta. Presenta una composición a grandes rasgos simétrica de planta casi cuadrada con un frente de unos 19 metros y una longitud de 20 metros. La ordenación actual de la planta del caserío es básicamente cuatro crujías longitudinales con ausencia de muros medianiles transversales. El caserío es de mampostería con empleo de sillares en los ángulos y en la mayor parte de sus vanos.
La fachada principal se orienta al sudeste y es un paño homogéneo de mampostería que refleja el triángulo de la cubierta. En el centro de la planta baja se ubica el soportal de acceso formado por un arco carpanel de sillería arenisca con clave indicando la fecha 1754, arco recogido por impostas y esquinales de sillería. El soportal recoge un espacio cubierto con viguetas de madera perpendiculares a la fachada y sirve de acceso mediante sendas puertas adinteladas a la cuadra y a la vivienda. A ambos lados del arco, en la planta baja, se ubican sendas ventanas recercadas en sillería, si bien la de la izquierda está actualmente cegada y se ubica dentro de un pequeño cobertizo a un agua anexo a la fachada. El piso superior en su tramo central, sobre el arco carpanel, aloja dos ventanas verticales recercadas en sillares con peana moldurada y en ambos extremos se ubica un vano recercados en sillería sin decoración y con diferencias formales en cuanto altura y posición. En el tramo central y muy próximo a la cumbrera hay dos pequeños vanos de ventilación de factura relativamente reciente y parte de la mampostería parece responder a un cierre posterior. La fachada presenta revoco en color blanco que deja apreciar la mampostería.
La fachada trasera en orientación noroeste es un muro de mampostería sin revoco con un fuerte carácter murario, hermético y totalmente ciega salvo unas destacadas excepciones. Tres vanos a modo de saeteras, actualmente cegadas, de fuerte componente vertical y recercados en sillar se encuentran dispuestos en la planta baja. Las aparentes saeteras pueden responder a vanos estrechos e inusualmente alargados de ventilación para mantener aireado el interior durante la antigua fermentación del mosto. En la parte central del piso superior hay una pequeña vano con un dintel monolítico de sillería retallado en forma de arco conopial en el lado izquierdo del eje central de la fachada y otro vano en el lado derecho a modo de saetera. Se aprecian en estos elementos labra a tallante diagonal.
La fachada lateral sudoeste se presenta como una fachada de poca altura donde se disponen diversos vanos que se corresponden con la planta baja del caserío, se alternan vanos con recercos de sillares de épocas diferentes y vanos sin recercos. En su parte central se practica una puerta y un pequeño anexo que sirve posiblemente como horno a la antigua cocina. Entre la bajocubierta y la planta baja se dispone una sucesión alineada de cinco canes pétreos en vuelo, mientras en la bajo cubierta no hay vanos, pero si modificaciones puntuales en su paramento.
La fachada lateral noreste tiene actualmente poca presencia debido a su poca altura por la diferencia de cotas entre el suelo del caserío y el trazado de la carretera, se observa un muro con un vano sin interés, aunque se supone que existen vanos en planta baja hoy cubiertos por el terreno. 
Interiormente el caserío se esquematiza en la crujía delantera frontal que alberga el soportal con dos dependencias laterales y una zona residencial superior y el resto del caserío con una función agrícola-ganadera dispuesto en cuatro crujías longitudinales. En la planta baja desde el portalón se accede frontalmente a la cuadra que representa la mayor parte de la superficie, ocupando el área central y derecha, mientras la zona lateral izquierda alberga la nueva y vieja cocina en orientación suroeste. El piso superior salvo la parte cercana a la crujía frontal se dedica al almacenaje de pasto en un único espacio abierto. Destaca la estructura principal de madera con diversos elementos constituyentes de un lagar de prensa para sidra, tal como los postes enterizos como bernias del antiguo lagar en el eje de la cumbrera. Así mismo destacan los restos del posible cierre de tablas verticales de una fachada anterior hoy integrada en la bajocubierta del caserío, y elementos como tornapuntas, pies derechos y sus uniones.